# 本山礦體
本山礦體，位在臺灣新北市瑞芳區金瓜石地質公園內、黃金神社的上方。本山本脈南北延伸達2,000多公尺，垂直分佈由海平面下百餘公尺至地表超過700公尺，是金瓜石地區主要金銅礦脈。

## 地質構造
本山礦體為中世紀沈積岩及石英安山岩所構成，北端及南端位於沈積岩內，中段位在石英安山岩內。 屬於裂罅充填及鑛染礦床， 礦脈呈南北走向，礦體傾斜80度直立。

## 岩石與礦物
本山礦脈北端為本山礦場，岩石為矽化安山岩，安山岩受熱液換質作用（metasomatism，又稱交代換質作用），由礦化中心的矽化作用往外漸變為黏土化作用，再往外變成綠泥石化作用，又稱為青磐岩化；南端為樹梅礦場，發育於南港層砂、頁岩中。
矽化安山岩主要成份為二氧化矽礦物，如石英和石髓，硬度接近7，堅硬不易風化，本山礦脈露頭便是這類矽化安山岩的富礦體，在1894年發現金礦，因外形似金瓜，稱「大金瓜」，為金瓜石地名之由來。 後來經露天開採，現已不復見。
本山礦體礦物為含金黃鐵礦、硫砷銅礦、呂宋銅礦及少數法馬丁礦，脈石礦物則有石英、重晶石、明礬石、高嶺土等。本山礦體金礦品位高且成色足，常見於黃鐵礦或硫砷銅礦，但不易以肉眼辨識，僅在少數富礦體裡發現如砂粒大小的黃金顆粒。

## 礦業發展
1896年由日人田中長兵衛取得金瓜石礦山礦權後，進行開採本山礦體。1925年金瓜石礦山開發權轉賣給金瓜石礦山株式會社，1933年金瓜石礦區再度易手，由日本鑛業株式會社收購，並成立臺灣礦業株式會社；戰後由國民政府接收後，臺灣金屬鑛業股份有限公司（簡稱臺金公司）經營至1987年。
採礦方式除了本山露頭以露天開採方式之外，其餘則採坑道採礦，自露頭向下，每隔100至150公尺開鑿坑口，找到礦體後，沿礦脈開鑿坑道進行採礦，主要坑道間有輔助坑道，使上下坑道相接，作為採礦準備、砂土填充、運送、通風等功能。
本山礦體約海拔560.5公尺處開鑿本山一坑，528公尺處開二坑，476公尺處開三坑，404公尺處開四坑， 共開鑿九坑，第八坑、第九坑已達海平面以下。坑坑相連，水平坑與豎坑坑道長度合計超過600公里。
本山山頭原本海拔約660公尺，經歷百年的露天開採之後，原本的山頭位置已降至與本山三坑坑口（已消失）齊平。

## 工業遺產再利用
1972年金瓜石地區停止開採金礦，臺金公司逐一撤收封閉本山礦體的礦坑， 於1987年宣告停止營運，將設施、土地轉移給台灣電力股份有限公司、台灣糖業股份有限公司負責後續管理。2004年臺北縣政府與台電公司、台糖公司三方共同資源整合， 將本山五坑周圍礦業設施規劃為黃金博物園區（現為新北市立黃金博物館），以現地保存聚落紋理與景觀特色，透過博物館研究、展示、教育、推廣等功能，呈現礦業文化遺產的內涵。
露天開採的本山礦場規劃為金瓜石地質公園，為觀察多樣地質遺跡之自然場域，例如東西向斷層裂隙、青磐岩化安山岩、黏土化安山岩、石英安山岩體等。 此外，優人神鼓劇團曾於2015年以5年為期，向台電公司承租本山礦場約0.8公頃的土地使用權，作為訓練及演出場地，命名為亙古劇場。